# The Devil's Rain (album)
Pour les articles homonymes, voir The Devil's Rain.
The Devil's Rain est le septième album studio du groupe de musique américain Misfits. Il est sorti le 4 octobre 2011 sur leur propre label discographique, Misfits Records.

## Liste des morceaux
1. The Devil's Rain
2. Vivid Red
3. Land of the Dead
4. The Black Hole
5. Twilight of the Dead
6. Curse of the Mummy's Hand
7. Cold in Hell
8. Unexplainted
9. Dark Shadows
10. Father
11. Jack the Ripper
12. Monkey's Paw
13. Where Do They Go
14. Sleepwalkin'
15. Ghost of Frankenstein
16. Death Ray